# أكسيد ثلاثي بوتيل القصدير
أكسيد ثلاثي بوتيل القصدير هو مركب قصدير عضوي له الصيغة الكيميائية C4H9)3Sn]2O)]، ويكون على شكل سائل عديم اللون إلى أصفر شاحب في الشروط القياسية ويرمز له اختصاراً TBTO.

## التحضير
يحضر المركب من تفاعل رباعي كلوريد القصدير مع ثلاثي بوتيل الألومنيوم، حيث يتشكل في البداية كلوريد ثلاثي بوتيل القصدير TBTC:
{\displaystyle \mathrm {SnCl_{4}+\ nBu_{3}Al\longrightarrow \ nBu_{3}SnCl+\ AlCl_{3}} }
والذي يخضع إلى تفاعل حلمهة جزئي مع الماء بوجود قاعدة كيميائية (سيرمز لها في التفاعل اللاحق B للتبسيط) مثل البيريدين وثلاثي ميثيل أمين وغيرها للحصول على TBTO:
{\displaystyle \mathrm {2\ nBu_{3}SnCl+\ H_{2}O+\ 2\ B\longrightarrow \ (nBu_{3}Sn)_{2}O+\ 2\ BHCl} }

## الخواص
يوجد المركب في الشروط القياسية على شكل سائل عديم اللون إلى أصفر، وهو ضعيف الامتزاجية مع الماء بشكل كبير.

## الاستخدامات
يستخدم أكسيد ثلاثي بوتيل القصدير في صناعة المبيدات مثل مبيدات الفطريات ومبيدات الرخويات Molluscicide؛ بالإضافة إلى استخدامه في حفظ الخشب.

## الآثار البيئية
يعد المركب من المركبات ذات التأثير الضار على البيئة؛ وذلك عند استخدامه في إزالة الترسبات والعوالق الحيوية على الدعامات في البيئات البحرية؛ مما دفع المنظمة البحرية الدولية إلى منعه في هذا الاستخدام والتطبيق عالمياً، وهو يصنف حالياً من الملوثات ومن المواد المثيرة للقلق الشديد في دول الاتحاد الأوروبي.

## اقرأ أيضاً
- ثلاثي بوتيل القصدير
- هيدريد ثلاثي بوتيل القصدير